# Empis poeciloptera
Empis poeciloptera är en tvåvingeart som beskrevs av Friedrich Hermann Loew 1861. Empis poeciloptera ingår i släktet Empis och familjen dansflugor. Inga underarter finns listade i Catalogue of Life.